# 主丛
数学上，一个G主丛(principal G-bundle)是一种特殊的纤维丛，其纤维为拓扑群G的作用的扭子（torsor）（也称为主齐性空间）。主G丛是G丛，因为群G也是丛的结构群。
主丛在拓扑学和微分几何中有重要应用。他们在物理学中也有应用，他们组成了规范理论的基础框架的一部分。主丛为纤维丛的理论提供了一个统一的框架，因为所有纤维丛及其结构群G决定了一个唯一的主G丛，从该主丛可以重建原来的那个丛。

## 形式化定义
一个主G丛是一个纤维丛π : P → X ，及一个拓扑群G的连续右作用P × G → P，该作用保持P的纤维不变并在纤维上自由和推移式的作用。（经常会要求基空间X是豪斯多夫空间，还可能要求仿紧）。丛的抽象纤维取为G本身。
由此可知，G作用的轨道正好就是π : P → X的纤维而轨道空间P/G和基空间X同胚。要求G在纤维上自由和推移的作用意味着纤维具有G-旋子的结构。一个G-旋子是同胚于G的空间但没有群的结构，因为它没有一个特定的单位元的选择。
主G丛的局部平凡化必须是G等变（equivariant）映射，使得纤维的G-旋子结构得到保持。确切地说，这表示如果
{\displaystyle \phi :\pi ^{-1}(U)\to U\times G\,}
是一个有{\displaystyle \phi (p)=(\pi (p),\psi (p))}形式的局部平凡化，则
{\displaystyle \phi (p\cdot g)=(\pi (p),\psi (p)g).}
主丛也可定义在光滑流形的范畴中。这里π : P → X要求是一个光滑流形间的光滑映射，G要求为李群，而相应的P上的作用也要光滑。

## 例
最普通的光滑主丛的例子是光滑流形M的标架丛。这里，M中一点x上的纤维是切空间TxM的所有标架（有序的基）。一般线性群（general linear group） GL(n,R)在这些标架上简单推移的作用。这些纤维可以一种自然的方式粘在一起，从而得到一个M上的主GL(n,R)丛。
上面这个例子的变种包括黎曼流形的正交标架丛（orthonormal frame bundle）。这里，标架必须对于度量张量正交。结构群是正交群O(n).
一个正则（正规）覆叠空间p : C → X是一个主丛，其中，结构群{\displaystyle \pi _{1}(X)/p_{*}\pi _{1}(C)}通过单值作用（monodromy action）作用在C上。特别的有，X的万有覆叠（universal cover）是以{\displaystyle \pi _{1}(X)}为结构群的X上的主丛。
令G为李群而H为闭子群。则G是G/H（H的左陪集空间）上的主H丛。这里H在G上的作用就是右乘。
射影空间提供了更多主丛的有趣例子。回想一下，n-球 Sn是一个实射影空间(real projective space) RPn的两层的覆叠空间。 O(1)在Sn上的自然作用给它RPn上的主O(1)丛的结构。同样，S2n+1是一个复射影空间(complex projective space) CPn上的主U(1)丛，而S4n+3是四元数射影空间(quaternionic projective space) HPn上的主Sp(1)-丛。这样，对每个正的n，我们有一系列的主丛：
{\displaystyle {\mbox{O}}(1)\to S(\mathbb {R} ^{n+1})\to \mathbb {RP} ^{n}}
{\displaystyle {\mbox{U}}(1)\to S(\mathbb {C} ^{n+1})\to \mathbb {CP} ^{n}}
{\displaystyle {\mbox{Sp}}(1)\to S(\mathbb {H} ^{n+1})\to \mathbb {HP} ^{n}}
这里S(V)表示V（用欧氏度量）中的单位球。对于所有这些例子，n = 1的情况给出了所谓的霍普夫丛。

## 主丛的表述
如果π : P → X是一个光滑主G丛，则G在P上的作用是自由和真（proper）的，使得轨道空间P/G微分同胚于基空间X。事实上，这些性质完全归纳了光滑主从的特征。也就是说，如果P是一个光滑流形，G是李群而μ : P × G → P是一个光滑，自由，和真的右作用，则
- P/G 是一个光滑流形，
- 自然投影π : P → P/G是一个光滑淹没(submersion),
- P是一个P/G上的光滑主G从。

## 参看
- 关联丛（associated bundle）
- 向量丛
- G结构
- 规范场论